# HK69A1
HK69A1 er en enkeltskuds 40mm granatkaster produceret af den tyske våbenproducent Heckler & Koch. 
Våbnet kan afskyde en lang række forskellig ammunition og har en rækkevidde på ca. 400 meter.

## Fakta
- Oprindelses land: Tyskland
- Kaliber: 40 mm
- Produktionen påbegyndt: 1964
- Længde: 463 / 683 mm
- Løb: 356 mm
- Rækkevidde: ca. 400 meter
- Vægt: 2.620 gram
- Skud i magasinet: Enkeltskud

## HK69A1 i dansk politi
HK69A1 blev indfaset i politiet sidst i 1990'erne og afløste ARWEN 37 granatkasteren og bruges til at skyde tåregasgranater op til 300 meter væk.
Den er nem at bruge og foldekolben gør at den også er nem at bære.
Våbnet føres i en taske på låret og fylder ikke meget når gruppen sidder i deres køretøj.